# القصر (مطروح)
قرية القصر هي إحدى القرى التابعة لمركز مرسى مطروح في محافظة مطروح في جمهورية مصر العربية. حسب إحصاءات سنة 2018، بلغ إجمالي السكان في القصر 11,804 نسمة، منهم 6,311 رجل و 5,493 امرأة.